# Luis Rubiños
Luis Rubiños Cerna (Trujillo, 31 de diciembre de 1940) es un exfutbolista peruano que destacó en los años sesenta y setenta. Fue el portero titular de la selección peruana que participó en la Copa Mundial de 1970. Es hermano del también exarquero Gerardo Rubiños.

## Trayectoria
Rubiños se inició en el Deportivo Taller de Laredo en 1957, luego pasó a la liga de Trujillo y atajó por el Alfonso Ugarte de Chiclín en 1958. 
En 1961 llegó al Sporting Cristal a pedido de Juan Honores, que había agarrado el buzo rimense a fines del año anterior. Ese año figuró como tercer arquero y obtiene su primer campeonato profesional. En 1962 fue prestado al Defensor Lima, al año siguiente volvió a Sporting Cristal y fue titular. Los años 1964 y 1965 alternó el puesto con Reynaldo Párraga.
Pasó un periodo de 11 años con los rimenses, con los que consiguió 3 títulos más (1968, 1970 y 1972), además de brindar sus mejores actuaciones.
En 1974 pasó al Universitario de Deportes y obtuvo también el título de ese año. La temporada siguiente, pasó al Carlos A. Mannucci, de su natal Trujillo, y llegó incluso a cumplir el rol de entrenador del equipo durante algunos partidos. En 1977 volvió a Universitario de Deportes y se retiró como futbolista profesional ese año. 
En 1978 fue DT. del Deportivo San Juanista de Trujillo que disputó la Copa Perú. 
A pesar de su retiro Rubiños volvió a jugar algunos encuentros en la primera división del Perú. Ocurrió con la camiseta del San Agustín en 1985 durante el Descentralizado de ese año.
Rubiños laboraba como preparador de arqueros en este club dirigido por Roberto Chale pero debido a las lesiones de los dos porteros del equipo tuvo que remplazarlos de emergencia. Tenía cuarenta y cuatro años cuando disputó sus últimos partidos.

## Selección peruana
Fue internacional con la selección de fútbol del Perú en treinta y ocho ocasiones. Debutó el 17 de marzo de 1963 en un encuentro ante la selección de Ecuador que finalizó con marcador de 2-1 a favor de los peruanos.

### Participaciones en Copas del Mundo
| Mundial                        | Sede   | Resultado        |
| ------------------------------ | ------ | ---------------- |
| Copa Mundial de Fútbol de 1970 | México | Cuartos de final |

### Participaciones en Copas América
| Copa                         | Sede    | Resultado    |
| ---------------------------- | ------- | ------------ |
| Campeonato Sudamericano 1963 | Bolivia | Quinto lugar |

## Clubes
| Club                      | País | Año         |
| ------------------------- | ---- | ----------- |
| Alfonso Ugarte de Chiclín | Perú | 1958 - 1960 |
| Sporting Cristal          | Perú | 1961        |
| Defensor Lima             | Perú | 1962        |
| Sporting Cristal          | Perú | 1963 - 1973 |
| Universitario de Deportes | Perú | 1974        |
| Carlos A. Mannucci        | Perú | 1975 - 1976 |
| Universitario de Deportes | Perú | 1977        |
| San Agustín               | Perú | 1985        |

## Palmarés

### Campeonatos regionales
| Título               | Club             | País | Año  |
| -------------------- | ---------------- | ---- | ---- |
| Torneo Metropolitano | Sporting Cristal | Perú | 1972 |

### Campeonatos nacionales
| Título                    | Club                      | País | Año  |
| ------------------------- | ------------------------- | ---- | ---- |
| Primera división del Perú | Sporting Cristal          | Perú | 1961 |
| Primera división del Perú | Sporting Cristal          | Perú | 1968 |
| Primera división del Perú | Sporting Cristal          | Perú | 1970 |
| Primera división del Perú | Sporting Cristal          | Perú | 1972 |
| Primera división del Perú | Universitario de Deportes | Perú | 1974 |